# Stazione meteorologica di Camaldoli Eremo
La stazione meteorologica di Camaldoli Eremo è la stazione meteorologica di riferimento per la località montana di Camaldoli nel territorio comunale di Poppi.

## Storia
La stazione meteorologica venne attivata nel 1885 come Regio Osservatorio Meteorologico della rete dell'Ufficio Centrale di Meteorologia. Fin dalle origini, la sua ubicazione è stata presso l'eremo di Camaldoli e i suoi dati sono stati pubblicati prima negli annali del Regio Ufficio Centrale di Meteorologia e poi negli annali idrologici del Compartimento di Pisa del Ministero dei lavori pubblici, nei quali venivano pubblicati i dati termo-pluviometrici fino all'anno 1996.
Con la regionalizzazione del Servizio Idrografico Nazionale, dal 1998 la stazione meteorologica è entrata a far parte della rete del Servizio Idrologico Regionale della Toscana, che dal 2000 ha provveduto ad affiancare alla stazione meteorologica tradizionale meccanica una stazione meteorologica automatica che fornisce i dati rilevati in tempo reale.

## Dati climatologici 1961-1990
In base alla media trentennale 1961-1990 calcolata sulla base delle osservazioni meteorologiche effettuate nel medesimo trentennio reperibili nei corrispondenti annali idrologici del Compartimento di Pisa del Ministero dei lavori pubblici, la temperatura media del mese più freddo, gennaio, si attesta a +0,6 °C; quella del mese più caldo, luglio, è di +17,9 °C, mentre la temperatura media annua fa registrare il valore di +8,7 °C. Le precipitazioni medie annue, sono di 1 641,6 mm e presentano un minimo relativo in estate ed un picco in autunno, oltre a massimi secondari in inverno e primavera.
| Camaldoli Eremo (1961-1990) | Mesi  | Mesi  | Mesi  | Mesi  | Mesi  | Mesi | Mesi | Mesi | Mesi  | Mesi  | Mesi  | Mesi  | Stagioni | Stagioni | Stagioni | Stagioni | Anno    |
| Camaldoli Eremo (1961-1990) | Gen   | Feb   | Mar   | Apr   | Mag   | Giu  | Lug  | Ago  | Set   | Ott   | Nov   | Dic   | Inv      | Pri      | Est      | Aut      | Anno    |
| --------------------------- | ----- | ----- | ----- | ----- | ----- | ---- | ---- | ---- | ----- | ----- | ----- | ----- | -------- | -------- | -------- | -------- | ------- |
| T. max. media (°C)          | 3,3   | 3,9   | 6,7   | 10,2  | 15,2  | 19,1 | 23,0 | 22,6 | 19,0  | 13,6  | 7,9   | 4,4   | 3,9      | 10,7     | 21,6     | 13,5     | 12,4    |
| T. min. media (°C)          | −2,1  | −1,9  | −0,2  | 2,7   | 6,7   | 10,0 | 12,7 | 12,7 | 10,2  | 6,8   | 2,3   | −0,9  | −1,6     | 3,1      | 11,8     | 6,4      | 4,9     |
| Precipitazioni (mm)         | 149,8 | 140,8 | 163,5 | 144,2 | 119,1 | 95,8 | 68,0 | 90,8 | 105,7 | 157,9 | 230,1 | 175,9 | 466,5    | 426,8    | 254,6    | 493,7    | 1 641,6 |

## Temperature estreme mensili dal 1921 ad oggi
Nella tabella sottostante sono riportate le temperature massime e minime assolute mensili, stagionali ed annuali dal 1921 ad oggi, con il relativo anno in cui si queste si sono registrate.
La temperatura massima assoluta del periodo esaminato è stata di +35,6 °C ed è stata registrata il 27 luglio 1983, mentre la temperatura minima assoluta è stata di −20,2 °C e risale al 7 gennaio 1947.
| Camaldoli Eremo (1921-2023) | Mesi         | Mesi              | Mesi              | Mesi        | Mesi              | Mesi        | Mesi        | Mesi        | Mesi        | Mesi        | Mesi         | Mesi         | Stagioni | Stagioni | Stagioni | Stagioni | Anno  |
| Camaldoli Eremo (1921-2023) | Gen          | Feb               | Mar               | Apr         | Mag               | Giu         | Lug         | Ago         | Set         | Ott         | Nov          | Dic          | Inv      | Pri      | Est      | Aut      | Anno  |
| --------------------------- | ------------ | ----------------- | ----------------- | ----------- | ----------------- | ----------- | ----------- | ----------- | ----------- | ----------- | ------------ | ------------ | -------- | -------- | -------- | -------- | ----- |
| T. max. assoluta (°C)       | 19,1 (2022)  | 17,8 (1958, 1998) | 20,0 (1968, 1977) | 25,2 (1949) | 28,6 (2009)       | 30,7 (2022) | 35,6 (1983) | 33,2 (2017) | 32,0 (1987) | 27,0 (1986) | 22,3 (1984)  | 20,5 (1979)  | 20,5     | 28,6     | 35,6     | 32,0     | 35,6  |
| T. min. assoluta (°C)       | −20,2 (1947) | −17,0 (1929)      | −15,8 (1971)      | −9,2 (1929) | −3,5 (1935, 1957) | 1,0 (1926)  | 4,0 (1970)  | 2,9 (1926)  | −1,6 (1936) | −6,0 (1941) | −11,4 (1971) | −17,4 (1927) | −20,2    | −15,8    | 1,0      | −11,4    | −20,2 |